# كيت مورغان تشادويك
كيت مورغان تشادويك (بالإنجليزية: Kate Morgan Chadwick)‏ هي مغنية وممثلة أمريكية، ولدت في القرن العشرين في سان دييغو في الولايات المتحدة.

## وصلات خارجية
- الموقع الرسمي
- كيت مورغان تشادويك على موقع IMDb (الإنجليزية)
- كيت مورغان تشادويك على موقع روتن توميتوز (الإنجليزية)
- كيت مورغان تشادويك على موقع قاعدة بيانات برودواي على الإنترنت (الإنجليزية)